# PureVPN
PureVPN es un servicio de red privada virtual comercial propiedad de GZ Systems Ltd. Fundada en 2007, la empresa tiene su sede en Hong Kong.
PureVPN permite a los usuarios seleccionar entre cuatro categorías: Stream, Internet Freedom, Security / Privacy y File Sharing. Luego, la selección del usuario determina qué servidores a través de los cuales se enrutará su tráfico. Los 2000 servidores de PureVPN están ubicados en 140 países y 87 de esos países tienen servidores virtuales que hacen que los servidores parezcan estar en un país diferente al que se encuentran en realidad. PureVPN requiere que los usuarios proporcionen sus nombres reales para utilizar el servicio. Almacena el día y el proveedor de servicios de Internet a través del cual un usuario accede al servicio, pero no almacena el nombre del sitio web ni la hora real de acceso.
La empresa ha sido criticada por negarse a retirar la tarjeta de crédito del cliente y cargarla sin autorización. La empresa también envía spam a sus clientes de forma masiva. El servicio ha sido criticado por tener velocidades inconsistentes, no poder acceder a videos de Netflix y tener problemas de usabilidad. Ha sido elogiado por su conjunto de características y por tener su sede en Hong Kong, que tiene "leyes de datos favorables".

## Historia
PureVPN es propiedad de GZ Systems Limited, una compañía de software que crea aplicaciones deportivas para Android. Su dirección postal es Causeway Bay, Hong Kong. PureVPN fue cofundada por Uzair Gadit, que tiene su sede en Pakistán. Fundada en 2007, emplea a contratistas en los Estados Unidos, Reino Unido, Ucrania, Pakistán y Hong Kong.

## Servicio
La página de inicio de PureVPN permite a los usuarios seleccionar entre cuatro categorías: Stream, Libertad en Internet, Securidad/Privacidad y Compartición de archivos. Cada categoría tiene una configuración diferente. Internet Freedom, por ejemplo, permite a los clientes seleccionar los países por los que pasa su tráfico de Internet cuando intentan evitar el Gran Cortafuegos de China. De acuerdo con Charles Poladian de Mashable, "muchos informes creíbles" indicaron que PureVPN no tuvo éxito en la superación de China Gran Cortafuegos. PureVPN permite a los clientes seleccionar lo que planean hacer, como navegar por las redes sociales, realizar llamadas de voz sobre IP y transmitir videos. A continuación, utiliza esta selección para elegir servidores específicos para que los clientes envíen su tráfico de Internet. Otras opciones de configuración incluyen el protocolo de transporte (el UDP menos seguro o el TCP más seguro pero menos rápido) y el túnel dividido (elegir las aplicaciones que dirigirán el tráfico a través de la VPN). PureVPN ofrece a los usuarios la opción de activar el "punto de acceso VPN", lo que permite que otros dispositivos utilicen la conexión del punto de acceso PureVPN.
PureVPN proporciona clientes escritorio para Linux, macOS y Microsoft Windows y clientes móviles para Android e iOS. PureVPN se puede ejecutar al mismo tiempo en cinco sesiones. Asignó 200 servidores para el intercambio de archivos de igual a igual y el uso de BitTorrent, pero no proporciona ningún servidor para acceder a la red Tor.
PureVPN tiene más de 2000 servidores en más de 140 países. Sus servidores se encuentran en 180 ubicaciones distintas y en África, Asia, Australia, América Central, Europa, América del Norte y América del Sur. Max Eddy de PC Magazine dijo que PureVPN «ofrece la mejor diversidad geográfica que he visto entre las empresas de VPN», aunque «no todo es necesariamente lo que parece». Eddy descubrió que en 87 de esos países, los servidores de PureVPN son servidores virtuales que simplemente hacen que los servidores parezcan estar en un país diferente al que realmente se encuentra. PureVPN coloca servidores virtuales cerca del país en el que dicen que está, lo que Eddy encontró problemático para los usuarios que desean evitar que sus datos pasen por ciertos países.

## Privacidad
PureVPN almacena registros que contienen información sobre qué proveedor de servicios de Internet utilizó un cliente para acceder a su servicio y qué día se utilizó el servicio. PureVPN no almacena la hora exacta en que un cliente accedió a la VPN. Para evitar el mal uso y monitorear la calidad, registra cuánto ancho de banda están usando los clientes. PureVPN también almacena cookies HTTP con fines publicitarios en línea, así como información de la cuenta del usuario, como la dirección de correo electrónico y los datos de la tarjeta de crédito. No almacena los sitios web a los que accede un cliente. Brian Nadel de Tom's Guide criticó a PureVPN por requerir nombres reales para los registros de usuarios, incluso cuando los usuarios emplean Bitcoin o tarjetas de regalo para el pago. Las VPN en gran parte no requieren nombres reales.
Charles Poladian de Mashable alabó PureVPN por estar su sede en Hong Kong, que se dice tiene 'leyes de datos favorables" y "no es parte de la alianza de recolección de inteligencia". Max Eddy de PC Magazine dijo que Hong Kong, como una región administrativa especial de China, no necesita seguir las leyes de China, pero que con China intentando bloquear las VPN que no siguen sus reglas, «la situación legal de PureVPN es más complicada que eso. del servicio VPN medio».
En 2017, PureVPN información proporcionada a Agencia Federal de agentes de Investigación que resultado ayudado en el arresto de un hombre de Massachusetts para cyberstalking. La compañía concluyó que el hombre había accedido PureVPN a través de dos direcciones de IP: uno de casa y uno de trabajo. Max Remolino de Revista de PC notó que la política de privacidad de la compañía lo dice cooperará con detectives quiénes les dan un apropiados warrant y concluidos, «En el caso de PureVPN, no aparece que la compañía incumplió la confianza de sus usuarios». TechRadar  Mike Williams discrepó, escribiendo que PureVPN «hizo un trato grande de su 'registro de cero' política» en su sitio web pero mantuvo registros que habilitó detectives para enlazar el hombre a qué  haga en el servicio.

## Recepción
Charles Poladian de Mashable escribió, "funciona PureVPN, a veces incluso con Netflix, pero tiene bastantes problemas para mantener la VPN de ser su elección ir para el acceso privado a Internet." Criticó las velocidades erráticas de PureVPN, los problemas de acceso a Internet y la incapacidad de superar el bloqueo de VPN de Netflix para poder ver videos disponibles solo en otro país. Brian Nadel de Tom's Guide le dio a VPN una crítica negativa, escribiendo, «su desempeño fue bastante malo en nuestras pruebas, y tenemos preocupaciones sobre el servicio al cliente, la política de nombre real y el hecho de que se basa esencialmente en China». Mike Williams de TechRadar escribió: «PureVPN está repleto de funciones ingeniosas y vimos resultados decentes en el frente del rendimiento. También tiene una buena relación calidad-precio, pero los problemas de usabilidad de las aplicaciones pueden desanimarte».
Max Eddy, de PC Magazine, escribió: "PureVPN no es un mal servicio de ninguna manera, pero no es el mejor". Prefería las VPN de la competencia , el acceso privado a Internet, que "ofrece una experiencia espartana a un precio inmejorable", y NordVPN, que «cuesta un poco más que el promedio pero incluye características excelentes en una interfaz excelente». Lan Paul de PC World dio una calificación PureVPN mixta, criticándolo por el uso de servidores virtuales y lo elogió por tener velocidades 'finos' y tener «la mayor parte de las características que necesita en una VPN».